# Lobos de Arecibo
Los Lobos de Arecibo Es un equipo de Béisbol participante en la Liga de Béisbol Profesional de Puerto Rico con sede en el Estadio Luis Rodríguez Olmo de Arecibo. Su primera temporada fue la 1961/1962 hasta la 1998/1999 año en el que desaparece, luego en la temporada 2005/2006hasta la 2009/2010 reaparece tras la compra de los Cagrejeros de Santurce. El primer título de la PRBL que conquistó fue en la temporada 1982-83 y ganó además la Serie del Caribe de 1983 en Caracas con Ron Clark como mánager.

## Historial de la franquicia
Lobos de Arecibo(1962-1999,2006-2010)* 2 Campeonatos
Vaqueros de Bayamon (1999-2003) * 1 Campeonato
Senadores de San Juan (2004,2011,2015-Al presente)
Cangrejeros de Santurce (2005)
Atenienses de Manati  (2013)
Récord global de sus apariciones en las Serie del Caribes
9 ganados y 3 perdidos
(Caracas 83) 5-1 Campeón Serie del Caribe 
(Dominicana 96) 4-2 Segundo lugar de la Serie del Caribe
Figuras que han militado con los Lobos y sus equipos en las Grandes Ligas :
PRLB - (Puerto Rico Baseball Laegue) = Liga De Béisbol De Puerto Rico Por Sus Iniciales En Íngles
Carlos Beltrán MLB-Royals, Astros y Mets (jugó jardín derecho durante la temporada 1996*)
Mike Lowell MLB-Yankees, Marlins y Red Sox  (1996*)
Ray Durham MLB-White Sox, Giants y Brewers (1996*)
Casey Kotchman MLB-Angels, Braves, Red Sox y Mariners(temporada en la PRBL 2008-2009)
Geovani Soto Cubs MLB-(temporada en la PRLB 2006-2007)
Richie Sexson MLB-Indians, Brewers, Mariners y Yankees(no terminó la temporada en la PRLB con el equipo 1997) 
Jason Varitek MLB-Red Sox (no terminó la temporada en la PRLB con el equipo 1996)
Carlos Baerga MLB-Mets, Indians, Diamondbacks, Red Sox y Nationals (2005-2006 Se retiró con la Franquicia Arecibeña)
Adam Rosales MLB-Reds y Athletics(no terminó la temporada en la PRLB con el equipo 2008)
Shelley Duncan MLB-Yankees y Indians (no terminó la temporada en la PRLB con el equipo 2007)
Bernie Williams MLB-Yankees (1996*)
Jaime Navarro MLB-Brewers, Cubs, White Sox y Indians (temporadas en la PRLB 2005-2007)
Phil Niekro MLB-Brewers, Braves, Yankees, Indians y Blue Jays (Temporadas en la PRLB "1968-1969")
Joe Niekro MLB-Cubs, Padres, Tigers, Braves, Astros, Yankees y Twins (Temporadas en la PRBL "1968-1969")
- formaron parte de la escuadra que ganó el campeonato de PR en 1996  PR y también jugaron en la serie del Caribe Dominicana 96

## Títulos Obtenidos
Palmarés Local
2 Títulos Locales
- 1982/1983 · 1995/1996

Serie del Caribe
1 Título del Caribe
- 1983 	(Caracas · Venezuela)